# قرنجيك بور امان (المزرعة الجنوبية)
قرنجیك بور امان (بالفارسية: قرنجیک‌پورامان) هي قرية تقع في إيران في قسم المزرعة الجنوبیة الريفي. يقدر عدد سكانها بـ 1,065 نسمة .